# Pholidostachys pulchra
Pholidostachys pulchra är en enhjärtbladig växtart som beskrevs av Hermann Wendland och Karl Ewald Maximilian Burret. Pholidostachys pulchra ingår i släktet Pholidostachys och familjen Arecaceae. Inga underarter finns listade i Catalogue of Life.